# Falaka

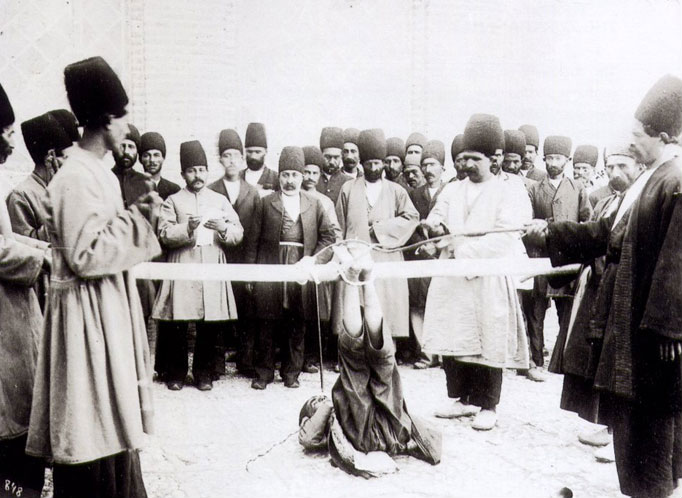
Wykonywanie kary z użyciem falaki

Falaka, bastonada – pierwotnie perskie narzędzie karania fizycznego, służące do unieruchamiania przestępcy, który następnie mógł być karany przez bicie podeszew kijem.
Falaka to urządzenie podobne do europejskich dyb: karany leżał na plecach z bosymi stopami przymocowanymi do pala z pętlą ze skóry lub liny w połowie długości. Pętle utrzymywane były na miejscu dzięki przeciągnięciu ich obu końców z węzłami przez otwory w palu. W pętle wkładane były stopy, a pal był przekręcany, co powodowało zaciśnięcie pętli, uniemożliwiając uwolnienie się karanego podczas bicia jego podeszew.
Bicie tego typu jest bardzo bolesne – podeszwy są jedną z najbardziej wrażliwych partii ludzkiego ciała. Był to upokarzający proceder zarezerwowany w zasadzie dla niższych klas społecznych, chociaż czasami był stosowany wobec niesfornych uczniów.
Falaka jest nadal stosowana np. w Turcji i Syrii. Na początku XX wieku falakę praktykowano w amerykańskich więzieniach.
Chłosta stóp (zwana również bastinado) jest często stosowana w różnego typu praktykach BDSM. Oprócz chłostania partnera/partnerki stosuje się również przypalanie stóp woskowymi świeczkami czy nakłuwanie ich igłami.
 Zapoznaj się z zastrzeżeniami dotyczącymi pojęć prawnych w Wikipedii.